# Langelandsbanen
Langelandsbanen (LB) var en dansk privatbane på Langeland 1911-62. Den bestod af hovedstrækningen Rudkøbing–Skrøbelev–Bagenkop og Skrøbelev–Spodsbjerg, der blev betragtet som en sidebane, selvom strækningen Rudkøbing-Spodsbjerg fik landstrafikal betydning ved – sammen med færgeruterne Svendborg-Rudkøbing og Spodsbjerg-Nakskov – at forbinde Fyn og Lolland.
Banen var verdenskendt pga. et 24-timers ur, der stadig hænger på den gamle station i Rudkøbing.

## Historie
Banen blev optaget som punkt 19 i den store jernbanelov fra 1908. Initiativtagerne fik eneretsbevilling 5. november 1908, og anlægsarbejdet kunne påbegyndes. I sommeren 1909 blev der afholdt licitation over arbejdet, der gik til firmaet Fibiger & Villefrance fra København.
Bygning af stationerne blev delt i tre hovedentrepriser, så firmaerne Carl Nielsen, Kædeby og P. Rask, Humble, fik den største entreprise i form af alle bygningerne på længdebanen (Longelse-Bagenkop). Firmaerne N.P. Nielsen-Aasø og C. Hansen, begge hjemmehørende i Ringe, fik entreprisen på tværbanen (Skrøbelev-Spodsbjerg), medens arbejdet med Rudkøbing station gik til firmaet Joh. Petersen, Nyborg. Bygningskonduktør ved arbejdet var J. Bruun.

### Den skrinlagte bane Rudkøbing-Lohals
Langelandsbanen gav i en årrække et fornuftigt resultat, så man turde også foreslå en bane fra Rudkøbing gennem Nordlangeland. Den skulle ikke grene fra i Skrøbelev, men stort set følge landevejen allerede fra Simmerbølle over Tullebølle, Frellesvig, Tranekær, Korsebølle, Lejbølle, Bøstrup, Tressebølle, Snøde og Stoense til færgehavnen Lohals.
Denne strækning kom med som punkt 3 i den store jernbanelov fra 1918. Der blev givet koncession til banen 10. december 1921, men så kneb det med at skaffe kapital nok på øen. Jernbanekommissionen af 1923 stoppede projektet, fordi banen skulle gå ved siden af landevejen og fordi der i forvejen var skibsrute på strækningen - ruten Korsør-Lohals gik dengang videre til Rudkøbing og lagde til i Dageløkke og Åsø (ved Tranekær) undervejs. Banen Rudkøbing-Lohals blev først opgivet i 1933.

### Færgeruten Svendborg-Rudkøbing
22. maj 1926 startede Sydfyenske Dampskibsselskab en jernbanefærgerute til Svendborg med den enkeltsporede dampfærge Langeland, der kunne medføre 5 godsvogne og 600 rejsende. Det fik især betydning for Langeland, at man nu kunne overføre roevogne til sukkerfabrikkerne på Fyn. Færgen blev i 1958 afløst af motorfærgen Lolland, der sejlede på ruten indtil den blev nedlagt. D/F Langeland blev solgt til Italien og kom til at sejle mellem Napoli og Capri.
Færgeruten Svendborg-Rudkøbing blev nedlagt samtidig med Langelandsbanen i 1962, da Langelandsbroen blev indviet.

## Strækningsdata
- Åbnet 5. oktober 1911:
  - Rudkøbing–Skrøbelev–Bagenkop (28,4 km)
  - Skrøbelev-Spodsbjerg (4,6 km)
  - Samlet længde: 33,0 km
- Enkeltsporet
- Sporvidde: 1.435 mm
- Skinnevægt: 22,45 kg/m
- Ballast: Grus
- Maks. hastighed: 70 km/t
- Nedlagt: 29. september 1962

## Standsningssteder

### Rudkøbing-Bagenkop
- Rudkøbing station i km 0,0 med hovedkontor, remise, drejeskive, værksted og maskindepot – færgeforbindelse med Svendborg. Stationsbygningen rummer i dag Rudkøbing Byhistoriske Arkiv.
- Kastanievej, uofficielt trinbræt i Rudkøbing.
- Rifbjergvejen trinbræt i km 1,0 fra 1926.
- Møllemose trinbræt fra 1926.
- Skrøbelev station i km 4,1 med krydsningsspor – forgrening til Spodsbjerg.
- Longelse station i km 7,1. Ejes af LKF Vejmarkering, der i 1963 startede her og i det nedlagte mejeri.[2]
- Snaremose trinbræt i km 8,9.
- Illebølle station i km 10,4.
- Vindeby trinbræt i km 11,9. Sidespor anlagt oktober 1947.
- Lindelse station i km 13,1.
- Hennetvedvejen (Haugbølle) trinbræt, formentlig det samme, som blev oprettet i 1926 under navnet Lindelse Nor.[3]
- Kædeby station i km 16,1. Stationsbygningen rummer i dag en restaurant.
- Helsnedvejen trinbræt fra 1926.
- Humble station i km 18,2 med krydsningsspor.
- Nørreballevejen trinbræt fra 1926.
- Tryggelev station i km 20,8.
- Østerskovvejen trinbræt fra 1926.
- Nordenbro station km i 22,7.
- Broløkke – eller Brolykke – trinbræt i km 24,3. Lå i landsbyen Magleby. Fra 1928 billetsalgssted med sidespor, fra 1952 igen trinbræt.
- Røjlevejen trinbræt fra 1926.
- Søndenbro station i km 26,2.
- Bagenkop station i km 28,4 med remise, drejeskive og havnespor ned til midtermolen. Stationsbygningen rummer i dag Magleby-Bagenkop Lokalhistoriske Arkiv.

### Skrøbelev-Spodsbjerg
- Skrøbelev station i km 0,0.
- Krogsbjerg station i km 2,5.
- Spodsbjerg station i km 4,6 med drejeskive – færgeforbindelse med Nakskov. Et 2 km langt spor til en grusgrav ved stranden blev i en årrække benyttet af badetog.

## Arkitektur
Stationsbygningerne, der alle er bevaret, er tegnet af arkitekt Helge Bojsen-Møller. De fem største stationer – Rudkøbing, Skrøbelev, Humble, Bagenkop og Spodsbjerg – er alle forskellige, mens de øvrige er nogenlunde ens med en gavllignende facade mod vejsiden og en karakteristisk spidsbue over perrontaget (se Nordenbro). Fælles for bygningerne var, at de havde sokler af kløvet granit, hulmure af røde håndstrøgne sten med ståltrådsbindere og rødt tegltag af falstagsten.
Helge Bojsen-Møller tegnede også venterum til de tre oprindelige trinbrætter Snaremose, Vindeby og Broløkke. Venterummet fra Vindeby er restaureret af en lokal jernbaneentusiast, men ellers havde disse venterum af træ en begrænset holdbarhed. Omkring 1950 opførte man nye venterum af beton – heraf er det i Broløkke bevaret.
De enkle sandstensdekorationer på Rudkøbing Station blev udført af billedhugger Niels Hansen, der også var mester for trælysekronerne i stationens ventesal.

### Bevarede stationsbygninger
- Rudkøbing: Havnegade 7
- Skrøbelev: Stationsvej 4
- Longelse: Longelsevej 34
- Illebølle: Banevej 2
- Lindelse: Østerled 9
- Kædeby: Vestergårdsvej 3
- Humble: Vågebjergvej 5 B
- Tryggelev: Jernbanevej 7
- Nordenbro: Banevænget 9
- Søndenbro: Søndenbro 12
- Bagenkop: Stationsvej 6
- Krogsbjerg: Pederstrupvej 4
- Spodsbjerg: Spodsbjergvej 351

### Banens formål ifølge arkitekten
Arkitekt Helge Bojsen-Møller leverede i Architekten en poetisk beskrivelse af banens formål:
| Citat | Som overalt i Verden, saaledes ogsaa paa Langeland: Idyllen forsvinder, de eventyrlige Vandmøller ved Aaløbene er snart talte, Vindmøllerne paa de runde Høje fægter endnu med Armene i haabløs Kamp mod Dampens Overmagt, Krikkerne for de gamle, gule, kongelig danske Postvgne er gået til Hesteslagteren, og Rumlekassen selv tjener til Skur i Kolonihaverne. Mejeriernes og Dampmøllernes Skorstene danner nu Silhuet mod Himmelen med deres sorte Røgvæld, og Automobilerne jager Hestene ud paa Markerne, hvor de endnu er gode nok til Plove og Høstredskaber. Nordlangelænderne og Sydlangelænderne skal – efter hvad der siges – være vidt forskellige af Karakterer. De nord paa dyrker deres Jorder i Stilhed og sætter pengene i Sparekassen i Rudkøbing, de syd paa tager dem ud og sætter dem i Sving, men Nordboerne tager Renterne hjem. Paa Sydlangeland fandt men sig ikke længere i at være lukket Land, der maatte aabnes en Port til den forslugne Nabo i Syd [ Tyskland, red. ], for selv om man ingenlunde er nøjsom paa Langeland, saa er der dog Overflod af Mælk og Honning. Man spekulerede ud, at hvis Fløden hurtig nok kunde samles og sendes til Kiel, kunde der tjenes godt ved at bygge et Mejeri og kærne Smør dernede og saaledes omgaa den store Indførselstold paa Smør – Fløden faar man billigere ind. Saa besluttedes det at bygge Jærnbane midt ned gennem Landet, d. v. s. Sydlandet; den samler Morgenmælken sammen, pr. Damper føres den fra Bagenkop til Kiel, og inden aften udbydes langelandsk Smør paa det tyske Marked uden Toldafgift. Samtidig gøres Tyskerne bekendt med Langelands nære og skønne Kyster, og Banen befordrer dem allerede i Mængde til de opdukkende Badesteder og den resterende Idyl, som de sætter Pris paa, og som trods alt er tilstede endnu i rigelig Maal. | Citat |
| Helge Bojsen-Møller i Architekten. Meddelelser fra Akademisk Architektforening, 15. årgang nr. 2, 12. oktober 1912. | |       |

## Rullende materiel
Foruden tre damplokomotiver anskaffede Langelandsbanen – som den første i Danmark – en dampmotorvogn, som blev bygget hos Waggonfabriken i Arlöv i Sverige. Den blev dog en skuffelse og måtte tages ud af drift allerede i 1914 og erstattes af endnu et damplokomotiv.
I 1926 anskaffede banen to små motorvogne, og ligesom på andre baner gav deres accelerationsevne stødet til oprettelse af en stribe nye trinbrætter. I 1929 blev to personvogne ombygget til motorvogne, og i 1956 købte banen en femte motorvogn fra Gjerrildbanen, da den blev nedlagt.
I 1948 fik banen sit første skinnebus-togsæt, og det blev i 1952 suppleret med endnu en skinnebus-motorvogn.
Af banens rullende materiel er bevaret:
- Personvogn LB C 21 fra 1911 på Museumsbanen Maribo-Bandholm.
- Motorvogn LB M 1 fra 1926 på Danmarks Jernbanemuseum.
- Skinnebus LB Sm 2 fra 1952 på Veteranbanen Bryrup-Vrads.

## Strækninger hvor banetracéet er bevaret
1 km af banens tracé er bevaret og tilgængeligt.
- Banestien i Rudkøbing
- Mod nordøst fra mindestenen for hjemstavnsmanden Chr.V. Madsen mellem Lindelse og Kædeby
- Banedæmning mod nordøst fra stikvejen til Humblevej 31-33
- Fra Broløkke trinbræt mod syd
- Denne vej hen til Bagenkop Station i baggrunden ligger på banedæmningen
- Et stykke af Bagenkops havnebane